# The Night Is Short, Walk on Girl
The Night Is Short, Walk on Girl (яп. 夜は短し歩けよ乙女 Ёру ва мидзикаси арукэё отомэ, «Ночь коротка, так что гуляй, девочка») — полнометражный аниме-фильм Масааки Юасы, созданный на студии Science SARU. Фильм вышел в кинотеатрах Японии 7 апреля 2017 года. Аниме основано на одноимённой новелле Томихико Морими, ранее удостоенной премии на «20-й Премии Сюгоро Ямамото».

## Сюжет
Главный герой, студент-старшекурсник университета в Киото, известный как Сэмпай, влюблён в свою кохай — девушку-младшекурсницу того же университета, известную как Темноволосая девушка. Он постоянно ищет повода «случайно» встретиться с ней, но она не придает значения этим встречам, считая их просто совпадением, и не замечает чувств парня.
Действие истории разворачиваются одной ночью в Киото. Сэмпай наконец решается признаться в любви Темноволосой девушке, но именно этой ночью начинает происходить череда необычных событий, новых знакомств. И его возлюбленная попадает в этот безумный водоворот. Поскольку она очень активная, весёлая, общительная и не прочь выпить, девушка становится душой всех компаний, и её путешествие набирает всё более невероятные обороты: тут и местные бары, и Клуб ораторов, и специфические танцы софистов, и фестиваль, и встреча с Богом ярмарки подержанных книг. Тем временем Сэмпай пытается догнать Темноволосую девушку, чтобы объясниться ей, но сам, также попадает в водоворот не менее удивительных приключений.

## Персонажи
- Сэмпай (яп. 先輩) — главный герой, скромный студент одного из университетов Киото, организовал свой клуб. Влюблён в темноволосую девушку, но боится ей в этом признаться, поэтому со дня их знакомства начинает операцию «В.И.Д. (Всегда Искать Девушку)», заключающуюся в том, чтобы постоянно, как бы случайно, с ней пересекаться и всегда быть у неё на виду. Таким образом застенчивый парень надеется, что кохай поверит в неслучайность этих встреч и что их связала красная нить судьбы. На протяжении всей ночь пытается сделать все возможное, чтобы понравиться героине. Временно становиться Королём-чудаком, чтобы наконец объясниться в своих чувствах Темноволосой девушке, что ему почти удаётся. Однако, подхватив простуду, как и все после «Короля-чудака» совсем отчаивается и уходит в себя, поняв, что он у него нет выдающихся черт, но вскоре берёт себя в руки и подсознательно решает подтолкнуть себя навстречу Темноволосой девушке и отдаёт ей книжку «Чу-чух-чу-чух».

Сэйю: Гэн Хосино.
- Темноволосая девушка (яп. 黒髪の乙女 Куроками но отомэ) — главная героиня, студентка киотского университета, обучающаяся на факультете языка и литературы. Активная, общительная и оптимистичная девушка. Год назад записалась в клуб главного героя и стала его кохай. Любит выпить. Родители обучили её будо, а чтобы противостоять нехорошим людям и при этом не попасть на порочный круг ненависти, но принести гармонию в мир, научили особому приёму — «Удару дружбы», заключающемуся в том, что при его применении большой палец прячется в кулак и, таким образом, вытянутая вперёд кисть, напоминающая лапку Манэки-нэко, не будет похожа на агрессивный жест. Это единственный приём, который Темноволосой девушке разрешили использовать на людях. В детстве ей очень нравилась книга «Чу-чух-чу-чух». Считает, что всё в жизни связано и ничего не происходит просто так. Всё время идёт вперёд полностью отдаваясь веселью, не особо задумываясь о любви и о том, что чувствуют другие. Поэтому, когда она случайно становится 11-й Принцессой Дарумой, она открывает для себя новое приятное чувство. Оказывается единственной, кто не заболел простудой, охватившей город. В конце фильма понимает, что влюбилась в Сэмпая и на следующий день встречается с ним в кафе.

Сэйю: Кана Ханадзава.
- Руководитель исполнительного комитета университетского фестиваля (яп. 学園祭事務局長 Гакуэнсай дзимукёкутё:) — друг Сэмпая. Самый популярный парень в университете. Единственный парень в Сакё, кому на Валентинов день дарят горы шоколада и подарков. Пользуется своей привлекательностью и часто носит женскую одежду. На одном из фестивалей подшутил таким образом над несколькими парнями. Из-за своих проделок с переодеванием пользуется у парней дурной славой. Отслеживает и собирает всю информацию о студентах, чтобы тем самым поддерживать порядок. После «Короля-чудака» у него стало ещё больше фанатов.

Сэйю: Хироси Камия.
- Сэйтаро Хигути (яп. 樋口 清太郎 Сэйтаро: Хигути) — человек в юкате. Довольно спокойный, мудрый и рассудительный. Вместе с Рёко и Темноволосой девушкой решают прогуляться по ночному Понто-тё. Вместе с Паханом задействовали «котацу-скороход», оставляя везде дарумы как наводки для следующего места действия актов «Короля-чудака». Персонаж аниме «Сказ о четырёх с половиной татами».

Сэйю: Кадзуя Накаи.
- Рёко Хануки (яп. 羽貫 涼子 Хануки Рё:ко) — подруга Сэйтаро. Весёлая девушка, которая как и главная героиня любит выпить и хорошо провести время. Персонаж аниме «Сказ о четырёх с половиной татами».

Сэйю: Юко Кайда.
- Пахан труселей (яп. パンツ総番長 Панцу со:бантё:) — однокурсник Сэмпая. Убеждённый романтик. Получил прозвище за своё упорство (на прошлогоднем университетском фестивале встретил девушку. Когда вдруг начался «дождь» из рассыпанных студентами с верхних этажей яблок, ему и ей на голову одновременно упали два яблока, Пахан понял, что это судьба, но так и не смог заговорить с девушкой. Не в силах забыть незнакомку поклялся не менять трусы, пока снова с ней не встретится, однако желаемого пока не достиг). Поставил пьесу-мюзикл «Король-чудак». В сюжете мюзикла-реальные названия кружков и имена студентов, переплетаются правда и вымысел. Так как террористы раскрывают чужие тайны и позорят людей, то, если весь университет будет обсуждать пьесу, Девушка-яблоко наверняка выйдет её посмотреть. По сюжету Король и Принцесса не могут встретиться (это метафора любви Пахана). В действительности, как бы странно это не звучало, Пахан по большей части влюбился в сам факт того, что его и девушку, с которой он случайно столкнулся взглядом одновременно ударило по голове, поэтому, когда странный смерч приносит с неба кои, и они одновременно падают на голову Пахана и Норико, он влюбляется в неё, хотя до этого готов был поцеловать Руководителя исполкома.

Сэйю: Рюдзи Акияма.
- Девушка-яблоко — возлюбленная Пахана труселей. В действительности это был Руководитель исполкома университетского фестиваля в костюме идола.
- Норико Суда (яп. 須田 紀子 Суда Норико) — студентка-террористка, устраивающая представление партизанского театра. Её подручные обчищают непопулярные фестивальные ларьки, крадут трубки из каркасов и строят из них сцену, на которой разыгрывают приключенческий мюзикл «Король-чудак». Руководитель исполкома университетского фестиваля хочет остановить их, так как это представляет угрозу университетскому фестивалю. Влюблена в Пахана труселей. В конце становится его девушкой.

Сэйю: Сэйко Ниидзума.
- Нисэ Дзёгасаки (яп. ニセ城ヶ崎 Дзё:гасаки Нисэ) — в мюзикле «Король-чудак» играет роль Масаки Дзёгасаки, высмеивая страсть Масаки к его любимой секс-кукле Каору (Мисаки и Каору — персонажи аниме «Сказ о четырёх с половиной татами»).

Сэйю: Дзюнъити Сувабэ.
- Принцесса Дарума (яп. プリンセスダルマ Пуринсэсу Дарума) — девушка, играющая в мюзикле «Король-чудак». Десятая главная героиня мюзикла, схваченная исполкомом.

Сэйю: Аой Юки.
- Бог ярмарки подержанных книг (яп. 古本市の神様 Фурухони-ти но ками-сама) — сверхъестественное существо, очень ценит книги и знает о них всё, так как все они связаны. Поначалу предстаёт как наглый ребёнок, срывающий ценники с книг и с которым Сэмпаю «посчастливилось» повстречаться. Насылает кару на тех, кто задирает цены на книги и тем самым препятствует их течению поэтому решает наказать Ли Бая, отобрав у него все его редкие экземпляры, которые должны продаваться по достойной цене.

Сэйю: Хироюки Ёсино.
- Джонни (яп. ジョニー Дзёни:) — персонификация части подсознания Сэмпая, пытавшаяся помешать Темноволосой девушке с ним воссоединиться. Персонаж аниме «Сказ о четырёх с половиной татами».

Сэйю: Нобуюки Хияма.
- Тодо-сан (яп. 東堂さん То:до:-сан) — постоялец бара, хорошо разбирающийся в алкоголе. Любит проводить время с людьми, заглядывающими в бар по ночам. Извращенец из группы «исследователей спален», собирающих сюнгу. Раньше разводил карпов кои, но однажды его предприятие по разведению унесло смерчем. В последнее время бизнес у него не ладится, и он увяз в долгах. Имеет дочь, с которой давно не общался. Благодаря помощи Темноволосой девушки смог наладить свой бизнес и отношения с дочерью.

Сэйю: Кадзухиро Ямадзи.
- Наоко-сан — дочь Тодо-Сана. Недавно вышла замуж.

Сэйю: Ами Косимидзу.
- Бай Ли (яп. 李白 Ри Хаку) — старый ростовшик владеющий непонятным трехъярусным трамвайчиком. Имеет довольно пессимистичный взгляд на жизнь, так как понял, что всё в этом мире можно купить за деньги, однако, одиночество и чувство тоски никакими деньгами не покроешь. Собирает поддержанные книги и антиквариат. Нападает на юношей и крадёт у них нижнее бельё. Имеет большую коллекцию Лже-Дэнки-брана — подделки известной алкогольной марки. Также проводит аукционы, где разыгрывает самые редкие экземпляры, однако выиграть в них непросто. Предложил Тодо-сану сделку: в обмен коллекции сюнги в уплату плату долга. Принял вызов Темноволосой девушки в алкобол и проиграл, таким образом долг Тодо-сана был «уплачен». У него оказывается любимая детская книга Темноволосой девушки, поэтому Сэмпай решает её заполучить, пройдя состязание по поеданию очень острой пищи. Заболевает сильной простудой, которая очень быстро распространилась по городу, заразив всех. Темноволосая девушка даёт старику понять, то, что он тоже так или иначе связан со всеми, благодаря своим действиям, поэтому он не одинок.

Сэйю: Мугихито.

## Производство
Аниме основано на романе Томихико Морими издательства Kadokawa Shoten, вышедшем в 2006 году в Японии. Новелла была лицензирована в Северной Америке компанией Yen Press. С 10 июля 2007 года по 26 января 2009 года в журнале Shonen Ace под издательством Kadokawa Shoten выходила манга по новелле за авторством Томихико Морими с рисунком Раммару Котонэ. Манга также публиковалась на сайте JManga для американских читателей. Фильм был создан на анимационной студии Science SARU теми же людьми, что работали над аниме The Tatami Galaxy: режиссёр Масааки Юаса, композитор Митиру Осима, дизайнер персонажей Юсукэ Накамура, а также сэйю некоторых персонажей, поэтому в фильме много отсылок к сериалу, а некоторые персонажи присутствуют и там, и там. Дистрибьютор фильма компания Toho. 18 октября 2017 года фильм был выпущен на BD/DVD. Группа Asian Kung-Fu Generation исполнила песню в титрах «Kouya wo Aruke» (яп. 荒野を歩け Ко:я во Арукэ, «Прогулка по пустыне»).

## Восприятие

### Награды
| Награда                                            | Категория                 | Номинант                     | Результат |
| -------------------------------------------------- | ------------------------- | ---------------------------- | --------- |
| 41-й Международный анимационный фестиваль в Оттаве | Лучший анимационный фильм | Night Is Short, Walk On Girl | Победа    |
| 50-й Кинофестиваль в Сиджесе                       | Лучший анимационный фильм | Night Is Short, Walk On Girl | Номинация |
| 41-я Премия Японской киноакадемии                  | Анимация года             | Night Is Short, Walk On Girl | Победа    |
| Crunchyroll Anime Awards                           | Лучший фильм              | Night Is Short, Walk On Girl | Номинация |